# 筑後川
筑後川（日语：／ Chikugogawa */?）是筑後川水系的干流，由西向東流過九州北部，注入有明海的一條一級河川。全長143公里，流域面積2,860平方公里。流域跨越熊本・大分・福岡・佐賀縣，與利根川、吉野川并列為日本三大暴川，有筑紫次（二）郎的別稱（也有因名詞爭奪，而被稱為「筑紫三郎」）。

## 關連項目
- 有明海
- 久留米藩・柳河藩・佐賀藩・福岡藩

## 外部連結
- 筑後川河川事務所 （页面存档备份，存于）（国土交通省九州地方整備局）
- 筑後川フェスティバルWEB